# Johnny Boyd
 Johnny Boyd  és un pilot estatunidenc de curses automobilístiques nascut el 19 d'agost del 1926 a Fresno, Califòrnia.
Johnny Boyd va córrer esporàdicament a la Champ Car a les temporades 1954-1966 incloent-hi la cursa de les 500 milles d'Indianapolis que va córrer totes les curses entre els anys 1955 i 1966.
Johnny Boyd va morir el 27 d'octubre del 2003 a Fresno, Califòrnia de càncer.

## Resultats a l'Indy 500
| Any    | Cotxe  | Sortida | Vel. mitja | Ranking | Final  | Voltes | V. Líder | Retirat      |
| ------ | ------ | ------- | ---------- | ------- | ------ | ------ | -------- | ------------ |
| 1955   | 39     | 26      | 136.981    | 26      | 29     | 53     | 0        | Accident     |
| 1956   | 15     | 12      | 142.337    | 19      | 30     | 35     | 0        | Motor        |
| 1957   | 6      | 5       | 142.102    | 10      | 6      | 200    | 0        | Va acabar    |
| 1958   | 9      | 8       | 144.023    | 9       | 3      | 200    | 18       | Va acabar    |
| 1959   | 33     | 11      | 142.812    | 16      | 6      | 200    | 0        | Va acabar    |
| 1960   | 8      | 13      | 143.770    | 18      | 27     | 77     | 0        | Motor        |
| 1961   | 41     | 20      | 144.092    | 32      | 21     | 105    | 0        | Embragatge   |
| 1962   | 38     | 28      | 147.047    | 14      | 10     | 200    | 0        | Va acabar    |
| 1963   | 23     | 27      | 148.038    | 29      | 32     | 12     | 0        | Pèrdua d'oli |
| 1964   | 88     | 13      | 151.835    | 18      | 5      | 200    | 0        | Va acabar    |
| 1965   | 14     | 29      | 155.172    | 19      | 13     | 140    | 0        | Caixa canvi  |
| 1966   | 28     | 14      | 159.384    | 21      | 22     | 5      | 0        | Accident     |
| Totals | Totals | Totals  | Totals     | Totals  | Totals | 1427   | 18       |              |

| Sortides     | 12 |
| Poles        | 0  |
| Voltes líder | 18 |
| Victòries    | 0  |
| Top 5        | 2  |
| Top 10       | 5  |
| Retirat      | 7  |

## A la F1
El Gran Premi d'Indianapolis 500 va formar part del calendari del campionat del món de la Fórmula 1 entre les temporades 1950 a la 1960.
Els pilots que competien a l'Indy durant aquests anys també eren comptabilitzats pel campionat de la F1.
Johnny Boyd va participar en 2 curses de F1, debutant al Gran Premi d'Indianapolis 500 del 1951 i va participar en el Gran Premi d'Indianapolis 500 en una ocasió més: el Gran Premi d'Indianapolis 500 del 1960.

### Palmarès a la F1
- Participacions: 6
- Poles: 0
- Voltes Ràpides: 0
- Victòries: 0
- Podiums: 1
- Punts vàlids per la F1: 4